# Cladoceras
Cladoceras é um género botânico pertencente à família Rubiaceae.